# Lose Control (Meduza, Becky Hill e Goodboys)
Lose Control è un singolo del gruppo musicale italiano Meduza, della cantante britannica Becky Hill e del duo musicale britannico Goodboys, pubblicato l'11 ottobre 2019 come secondo estratto dal primo EP dei Meduza Introducing Meduza.

## Video musicale
L'11 ottobre 2019 è stato pubblicato sul canale YouTube del gruppo un lyric video del brano, e il 24 ottobre successivo, il video musicale.

## Successo commerciale
In Italia il brano è stato il 92º più trasmesso dalle radio nel 2020.

## Classifiche

### Classifiche settimanali
| Classifica (2019-20) | Posizione massima |
| -------------------- | ----------------- |
| Australia            | 11                |
| Austria              | 52                |
| Belgio (Fiandre)     | 6                 |
| Belgio (Vallonia)    | 8                 |
| Bielorussia          | 117               |
| Bulgaria             | 3                 |
| Canada               | 46                |
| Croazia              | 4                 |
| Estonia              | 23                |
| Francia              | 53                |
| Germania             | 30                |
| Grecia               | 19                |
| Irlanda              | 7                 |
| Italia               | 37                |
| Kazakistan           | 90                |
| Lettonia             | 19                |
| Lituania             | 5                 |
| Moldavia             | 151               |
| Nuova Zelanda        | 35                |
| Paesi Bassi          | 19                |
| Polonia              | 11                |
| Portogallo           | 39                |
| Regno Unito          | 11                |
| Repubblica Ceca      | 13                |
| Romania              | 13                |
| Russia               | 3                 |
| Slovacchia           | 13                |
| Slovenia             | 6                 |
| Svezia               | 75                |
| Svizzera             | 22                |
| Ucraina              | 5                 |
| Ungheria             | 12                |

### Classifiche di fine anno
| Classifica (2019) | Posizione |
| ----------------- | --------- |
| Russia            | 90        |
| Ungheria          | 80        |
| Classifica (2020) | Posizione |
| Australia         | 30        |
| Belgio (Fiandre)  | 23        |
| Belgio (Vallonia) | 39        |
| Croazia           | 6         |
| Danimarca         | 97        |
| Francia           | 120       |
| Germania          | 82        |
| Irlanda           | 46        |
| Paesi Bassi       | 80        |
| Polonia           | 84        |
| Portogallo        | 64        |
| Regno Unito       | 66        |
| Romania           | 15        |
| Russia            | 41        |
| Slovenia          | 10        |
| Svizzera          | 43        |
| Ucraina           | 13        |
| Ungheria          | 22        |
| Classifica (2021) | Posizione |
| Russia            | 134       |
| Ucraina           | 53        |